# Sbarramento val d'Ega
Lo sbarramento val d'Ega (in tedesco Sperre Eggental) è uno sbarramento che fa parte del XIV settore Isarco, nel Vallo alpino in Alto Adige. Lo sbarramento si trova poco a nord di Bolzano, presso Cardano pochi chilometri all'interno della val d'Ega.

## Storia
Questo sbarramento difensivo era stato progettato si per sbarrare la val d'Ega, ma il suo vero e proprio fine era quello di impedire agli invasori di aggirare il grande sbarramento Bolzano Sud, posto più a sud. Il suo progetto doveva raddoppiare il III sistema difensivo, ovvero proseguiva dal Bolzano, verso monte Pozza, e scendeva in val d'Ega, due chilometri più a nord della località Ponte Nova-Birchabruck. Da qui risaliva in direzione della val Gardena, dove era previsto, ma mai messo in pratica, la costruzione di un sistema difensivo a sud di Selva di Val Gardena, in località Plan, come raddoppio del III sistema, con 10 bunker (di cui 2 d'artiglieria) e con un armamento previsto di 33 mitragliatrici, 3 cannoni anticarro, 6 mortai e 4 cannoni 75/27.
Nel 1940 si cambiò idea, spostando lo sbarramento in posizione più avanzata rispetto a quanto detto sopra. Ora era previsto in uno dei punti più stretti della vallata, ovvero a due chilometri da Cardano. Nel febbraio-marzo dello stesso anno si ipotizzo una sistemazione di tipo B, seguendo i dettami della circolare 15000, resistente ai grandi calibri. Questa nuova idea prevedeva la costruzione di 5 opere difensive, poste ad impedire eventuali passaggi del nemico per l'unica strada. L'armamento previsto, complessivo di questo sbarramento era di 11 mitragliatrici, 5 fucili mitragliatori, un cannone anticarro e un lanciafiamme. Oltre a ciò, come difesa passiva erano previste interruzioni della galleria e dei due ponti sul torrente Ega a nord dello sbarramento, mentre per quanto riguarda lo sbarramento della strada in sé, di fronte all'opera 1 erano previsti 9 spezzoni di rotaie come ostacolo anticarro.
Tutte le opere ipotizzate ultimarono i lavori di scavo, principalmente nella roccia, e i rivestimenti interni nella maggior parte delle opere, tranne per quanto riguarda le armi vere e proprie. In totale solamente due opere vennero portate a conclusione, tra cui l'opera 3 che fu dotata di una piastra corazzata a minimo spessore frontale (m.s.f.).
Con la sospensione di lavori, alcune delle opere difensive non avevano ancora ricevuto le aperture esterne, e quindi fu effettuata una veloce, ma efficace mimetizzazione, che ancora oggi le rende particolarmente difficili da individuare.
Nel corso del 2017 a seguito dei lavori di realizzazione delle due nuove gallerie al fine di rettificare la strada ed evitare il passaggio nella parte sommitale della gola della Val d'Ega verranno sacrificate le opere 2, 4 e 5.

## Tabella delle opere dello sbarramento
|         | Tipo      | Caverna ricovero | Fuc. MTR | MTR | Cann A.C. | Osserv. | Lanciafiamme |
| ------- | --------- | ---------------- | -------- | --- | --------- | ------- | ------------ |
| Opera 1 | Media CAV | 1                | 3        | -   | -         | -       | -            |
| Opera 2 | Media CAV | 1                | 3        | 1   | -         | -       | 1            |
| Opera 3 | Media CAV | -                | 2        | -   | -         | -       | -            |
| Opera 4 | Media CAV | 1                | 2        | -   | -         | -       | -            |
| Opera 5 | Media CAV | 2                | 1        | -   | -         | -       | -            |
| Totale  | -         | 5                | 11       | 1   | -         | -       | 1            |

L'opera 4 era al comando dello sbarramento.

## Descrizione delle opere dello sbarramento

### Opera 1

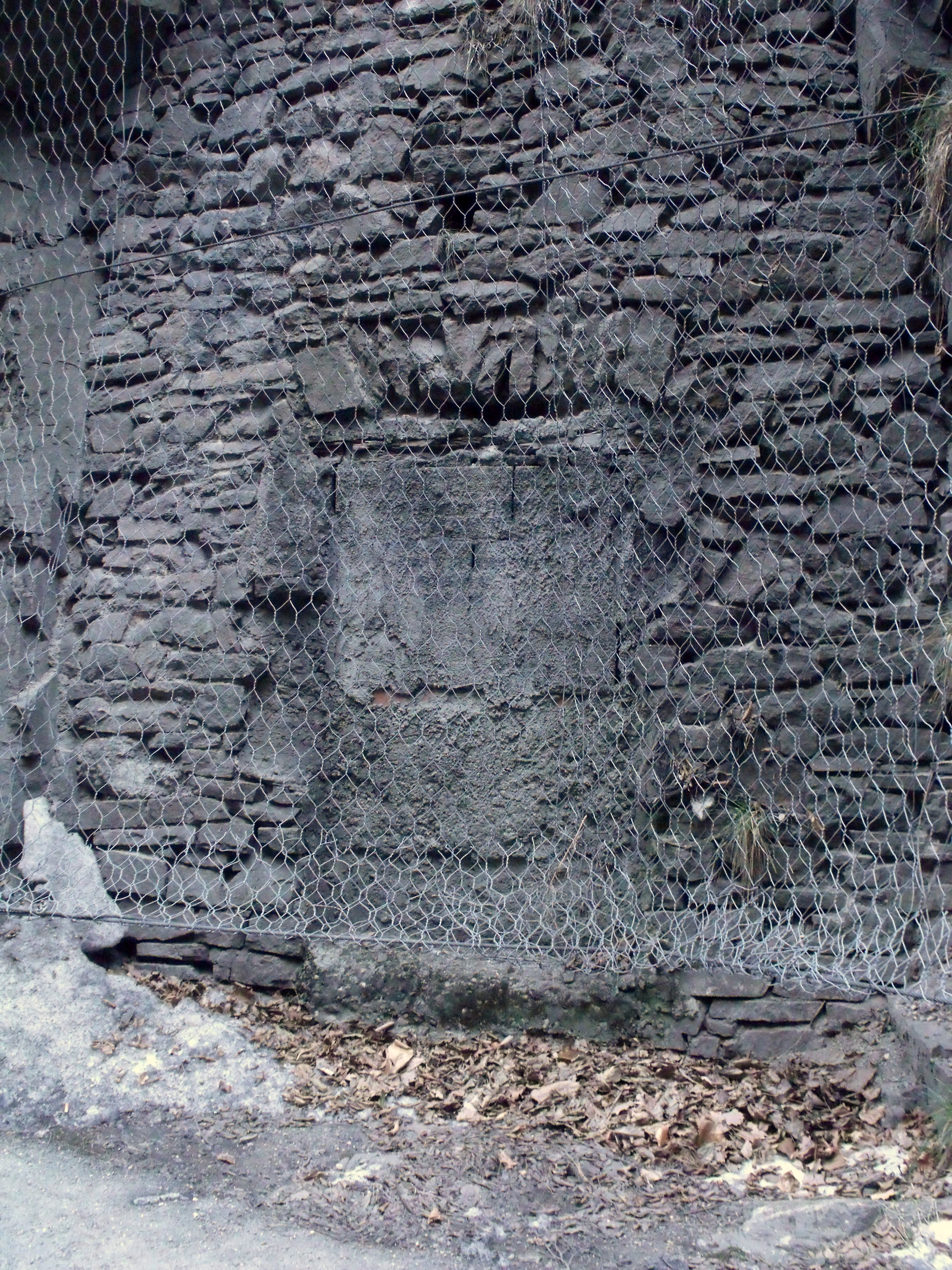
L'ingresso occluso dell'opera 1

- Come raggiungere l'opera

Entrati da Bolzano in val d'Ega, e superata la seconda moderna galleria in direzione lago di Carezza, si trova un piccolo piazzale sterrato accanto alla strada. Guardando sulla sinistra, si trova l'opera 1.
- Caratteristiche

L'opera è in sé media ed è scavata nella caverna. Dell'opera si possono oggi solo scorgere alcune sue feritoie, di cui una cementificata al livello della strada, e altre più in basso.
- Armamento previsto

3 fucili-mitragliatore
- Dati relativi a febbraio 2010
- Coordinate geografiche:46°28′23.4″N 11°24′21.66″E

### Opera 2

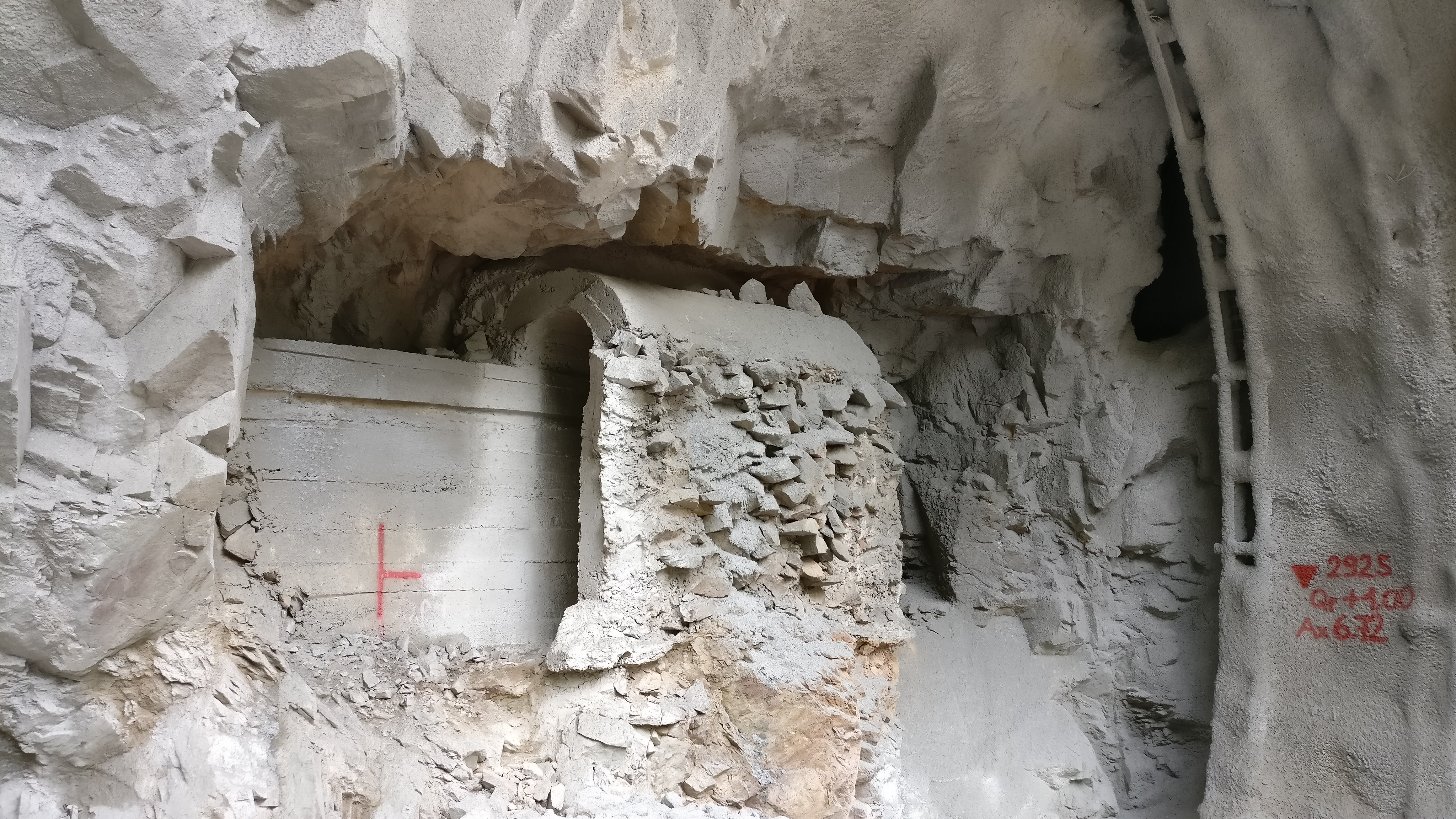
La realizzazione delle nuove gallerie ha portato alla luce una parte dell'entrata dell'opera.

- Come raggiungere l'opera

Entrati da Bolzano in val d'Ega, e superata la seconda moderna galleria in direzione lago di Carezza, si trova un piccolo piazzale sterrato accanto alla strada. Fino a poco tempo fa oltrepassando il ponticello sul fiume si arrivava all'ingresso dell'opera 2. Attualmente con la realizzazione delle nuove galleria è venuta alla luce il vecchio accesso all'opera.
- Caratteristiche

L'opera è in sé media ed è scavata nella caverna. Al suo interno si può vedere come questa sia ancora ferma alla sua fase di costruzione. Inoltre quest'opera all'interno di una camerata, presenta le pareti tutte rivestite di piastre di sughero, incollato alla parete attraverso catrame che probabilmente avevano lo scopo di isolare l'interno sia dal freddo che dall'umidità.
Nel 2017 una parte dell'opera, con l'avvio dei lavori per le gallerie stradali, è venuta alla luce.
- Armamento previsto

3 fucili-mitragliatore, 1 mitragliatrice, 1 lanciafiamme
- Dati relativi ad aprile 2017
- Coordinate geografiche:46°28′20.64″N 11°24′18.33″E

### Opera 3

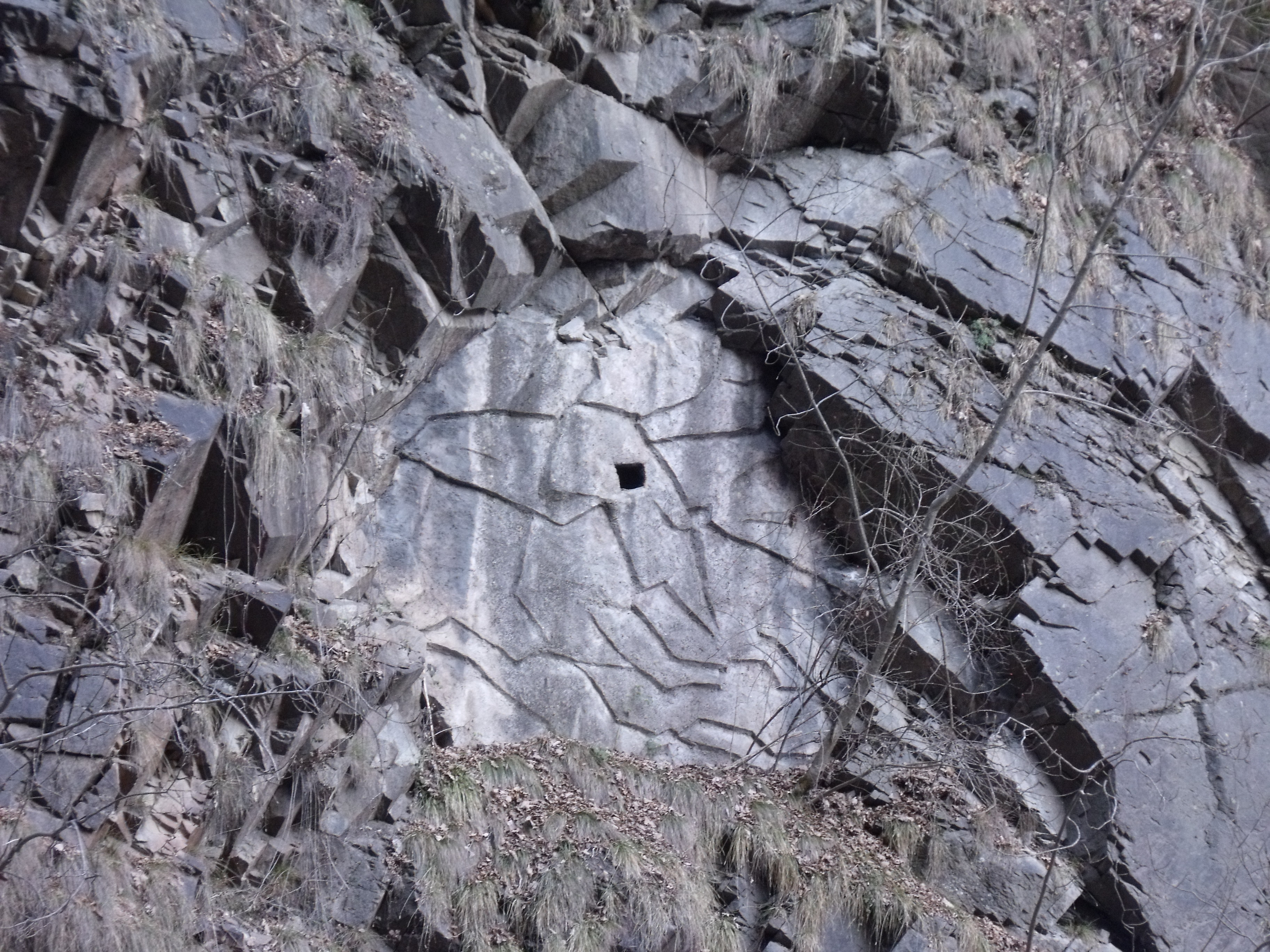
Una della feritoie ben occultata dell'opera 3

- Come raggiungere l'opera

Una volta localizzate le opere 1 e 2, si prosegue sempre in direzione del lago di Carezza, e dopo circa 200 metri, sulla sinistra si riesce a scorgere la caponiera dell'opera 3. Per raggiungere il suo ingresso bisogna guadare il torrente Ega.
- Caratteristiche

L'opera è in sé media ed è scavata nella caverna. Al suo interno si può notare come quest'opera sia rimasta allo stato di costruzione, nonostante siano presenti alcune piastre metalliche al suo interno.
- Armamento previsto

2 fucili-mitragliatore
- Dati relativi a febbraio 2010
- Coordinate geografiche:46°28′12.13″N 11°24′29.79″E

### Opera 4

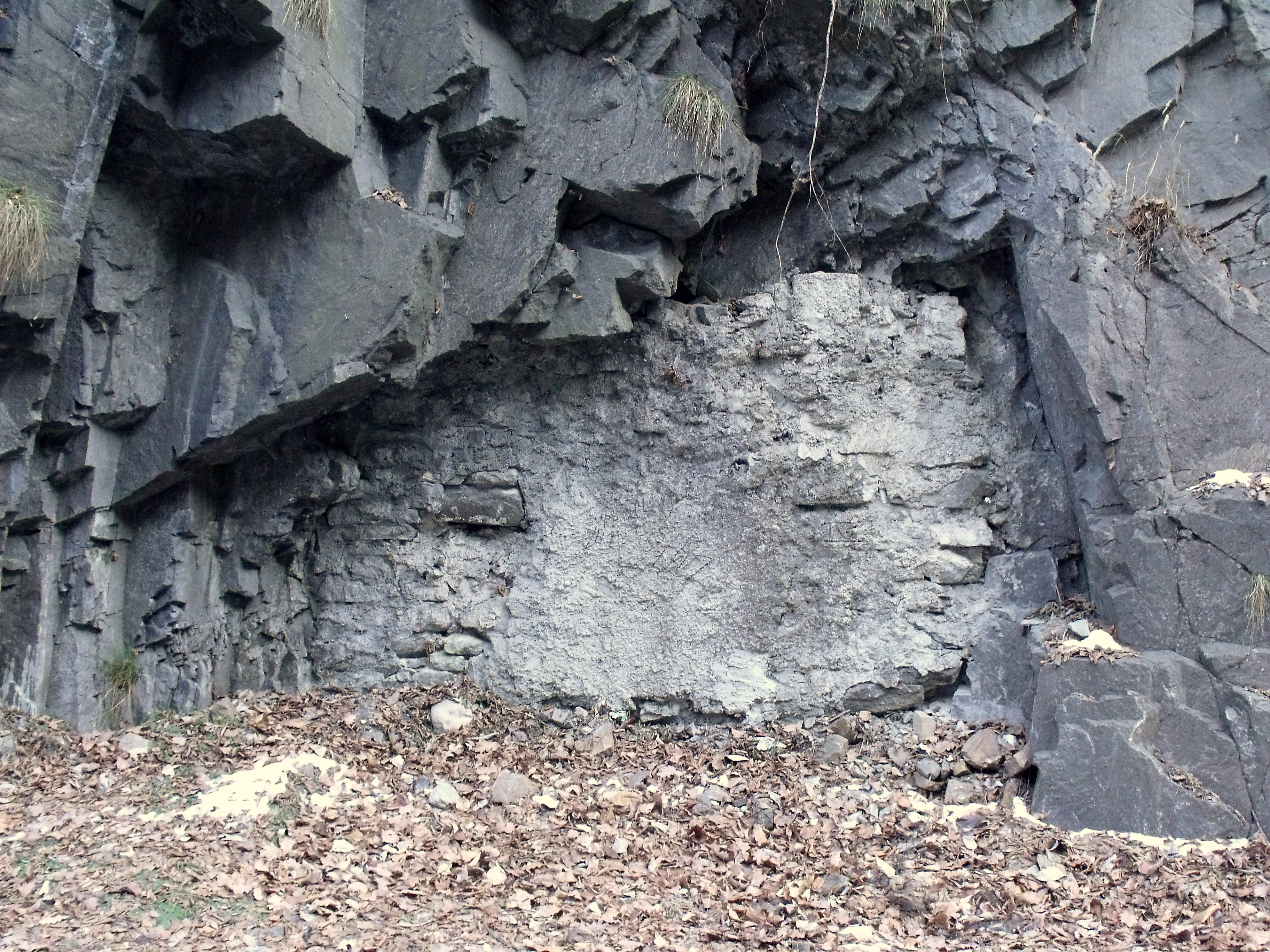
L'ingresso murato dell'opera 4

- Come raggiungere l'opera

Proseguendo lungo la strada, dall'opera 3 si percorrono altri 200 metri, fino ad incontrare una piccola piazzola di sosta sulla sinistra. Li si trova l'opera 4.
- Caratteristiche

L'opera è in sé media ed è scavata nella caverna. All'inizio del conflitto l'opera non era stata ancora ultimata, infatti risulta completata nello scavo, ma al suo interno si nota ancora la roccia viva. Dell'opera oggi sono solamente visibili le aperture murate all'altezza dell'area di sosta. Da sottolineare che all'interno dell'opera sono stati gettati vecchi pannelli di amianto il che rende l'eventuale ingresso estremamente rischioso.
Nel corso del 2017-2018 l'opera sarà interessata dalla realizzazione delle nuove gallerie stradali portando ad una perdita dell'opera stessa.
- Armamento previsto

2 fucili-mitragliatore
- Dati relativi ad aprile 2017
- Coordinate geografiche:46°28′03.54″N 11°24′31.38″E

### Opera 5
- Come raggiungere l'opera

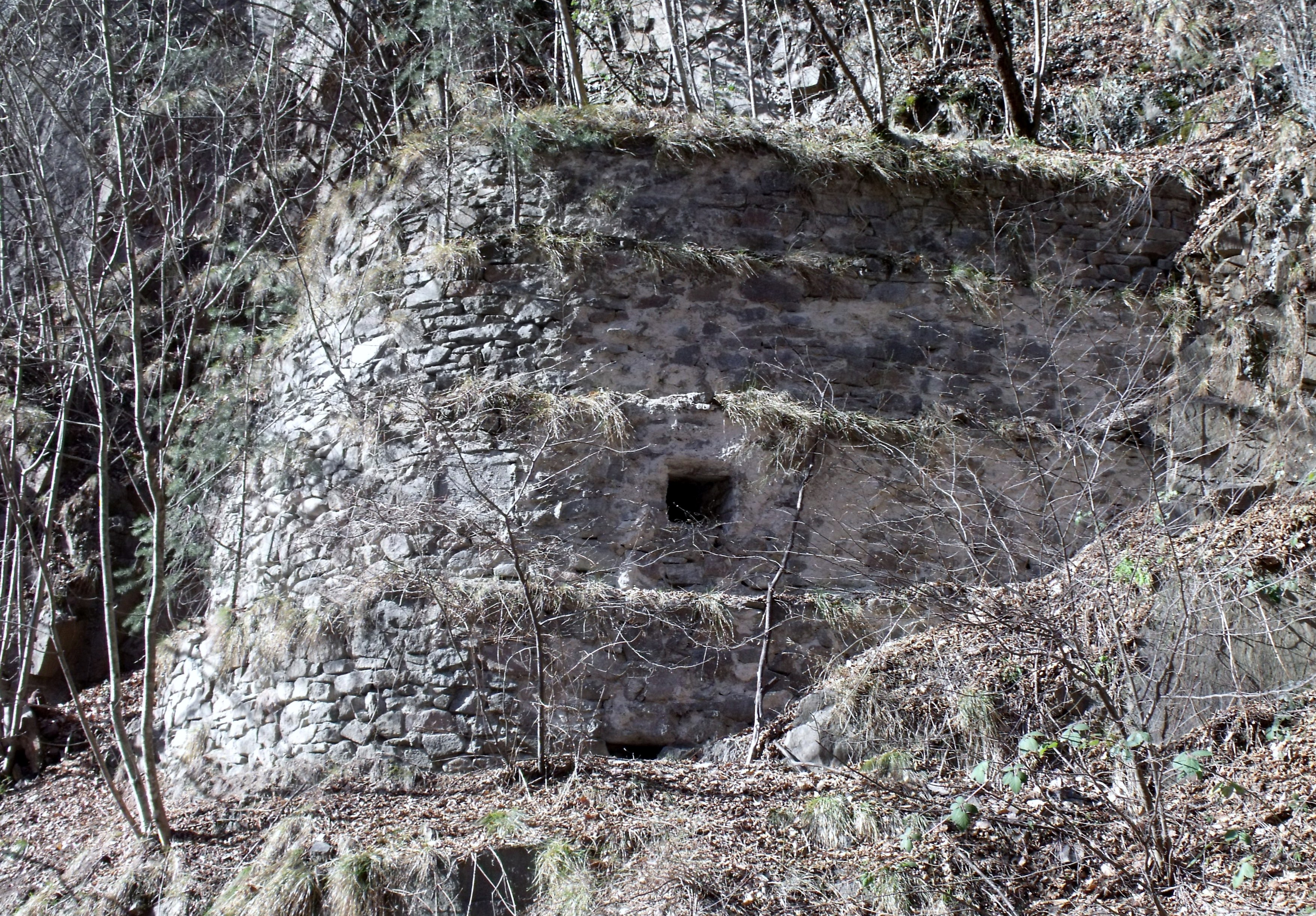
La caponiera di difesa dell'opera 5

L'opera si trova esattamente di fronte all'opera 4.
- Caratteristiche

L'opera è in sé media ed è scavata nella caverna. Dell'opera si possono osservare la caponiera di difesa e l'entrata e le feritoie murate, oltre che protette dalla rete parafrane.
Nel corso del 2017-2018 l'opera sarà interessata dalla realizzazione delle nuove gallerie stradali portando ad una perdita dell'opera stessa.
- Armamento previsto

1 fucile-mitragliatore
- Dati relativi ad aprile 2017
- Coordinate geografiche:46°28′01.84″N 11°24′31.11″E